# Harvey Karman
Harvey Karman (26 avril 1924 - 6 mai 2008) est un psychologue américain et militant pour la liberté de l'avortement. Il est l'inventeur de la méthode de Karman, une méthode sûre et rapide pour aspirer le contenu utérin à l'aide d'une canule flexible.

## Jeunesse et éducation
Harvey Leroy Walters naît le 26 avril 1924 à Clatskanie (Oregon). Son père l'abandonne alors qu'il est tout jeune et il prend le nom de famille de l'un de ses nombreux beaux-pères, devenant Harvey Leroy Karman. Sa mère déménage à plusieurs reprises, le laissant régulièrement dans divers orphelinats. Il arrête l'école à quatorze ans et rejoint l'US Air Force. Pendant la Seconde Guerre mondiale, il est stationné à Norfolk, en Angleterre.
Après l'armée, la G.I. Bill lui offre une bourse qui lui permet d'entrer à l'Université de Californie à Los Angeles. Il y obtient un bachelor en théâtre et un master en psychologie. Pendant ses études, il commence à s'intéresser à l'impact émotionnel des interruptions de grossesse sur les femmes, après le suicide d'une étudiante tombée enceinte et le décès d'une autre des suites d'un avortement bâclé.

## Activisme
À l'époque l'avortement est illégal aux USA et Karman milite pour la légalisation de l'avortement. Les avortement illégaux sont alors effectués dans des conditions sanitaires désastreuses et provoquent régulièrement complications et décès.
Karman aide des femmes qui désirent avorter à se rendre à Tijuana au Mexique où l'IVG est légale. Mais voyant les conditions auxquelles doivent faire face ces femmes (exploitation financière, sexuelle, voire décès), il commence à pratiquer lui-même des avortements. Une femme meurt après l'une de ses interventions dans une chambre de motel. Il est poursuivi et purge deux ans et demi de prison.

## Canule de Karman
Au début des années 1970, alors que l’avortement était toujours illégal aux États-Unis, Karman met au point un appareil utilisant la succion pour retirer les tissus menstruels de l’utérus, raccourcissant ainsi la période menstruelle d’une femme. L'outil peut également être utilisé pour les avortements précoces au cours des trois premiers mois de la grossesse. Karman fabrique l'appareil, connu sous le nom de canule de Karman, à partir de seringues en plastique et de plastique mince et flexible ce qui évite les perforations de l'utérus fréquentes avec les dispositifs en métal utilisés à l'époque. Il est peu coûteux, facilement stérilisé et Karman n'a jamais déposé de brevet, ce qui a permis une large utilisation dans le monde entier et entraîné une amélioration spectaculaire de la santé et des taux de survie des femmes.
L'appareil est l'un des premiers dispositifs d'aspiration manuelle pour les avortements.
En 1971, à l'invitation du gouvernement, Karman part au Bangladesh avec cinq collègues, pratiquer des avortements sur des enfants, des jeunes filles et des femmes violées pendant la guerre indo-pakistanaise et former des sages-femmes à l'utilisation de sa canule.

## Échec de la méthode Super Coil
Karman développe la technique d'avortement Super coil, qui, selon lui, permet de pratiquer des avortements du deuxième trimestre avec peu de formation ou d'équipement. Des spirales ("coil") sont insérées dans l'utérus, où elles provoquent une irritation conduisant à l'expulsion du fœtus. Mais elles entrainent des taux élevés de blessures chez la patiente et la méthode est un échec.

## Légalisation de l'avortement aux États-Unis
La décision historique Roe v. Wade, du 2 janvier 1973 , par la Cour suprême des États-Unis détermine que l'avortement est protégé par le droit à la vie privée. Cela signifiait que le combat de Karman aux États-Unis était provisoirement terminé. Il continue à voyager à travers le Bangladesh, l’Inde et la Chine afin de se battre pour les droits des femmes à des avortements simples et sûrs.
Harvey Karman meurt le 6 mais 2008, à Santa Barbara.